# Play It Cool
Play It Cool is een nummer van de Duitse band Münchener Freiheit (in niet-Duitstalige landen bekend onder de naam Freiheit) uit 1988. Het is de derde single van hun eerste Engelstalige studioalbum Romancing in the Dark.
Het nummer, dat gaat over een relatie die niet meer werkt, is een Engelstalige bewerking van het Duitstalige nummer Herz aus Glas uit 1987. Dit nummer werd een bescheiden succesje in Duitsland met een 24e positie. Een jaar later bracht de band onder de naam Freiheit een Engelstalige versie uit genaamd "Play It Cool". Hiermee scoorde de band een hit in Zweden, Noorwegen en het Nederlandse taalgebied. Het was in de  Nederlandse Top 40 goed voor de 3e positie, en in de Vlaamse Radio 2 Top 30 kwam het een plek hoger.

## NPO Radio 2 Top 2000
| Nummer met noteringen in de NPO Radio 2 Top 2000 | '99  | '00  | '01  |
| ------------------------------------------------ | ---- | ---- | ---- |
| Play It Cool                                     | 1679 | 1626 | 1521 |

1. ↑  Een vetgedrukt getal geeft de hoogste notering aan.
2. ↑  Deze tabel is bijgewerkt tot en met de laatste editie (2024).